# Core Design
Core Design — компанія, що займається розробкою відеоігор, отримала всесвітню популярність завдяки  серії ігор Tomb Raider.
Core Design заснована в 1988 році Крісом Шріглі (Chris Shrigley), Енди Гріном (Andy Green), Робом Туном (Rob Toone), Террі Ллойдом (Terry Lloyd), Саймоном Філіпсом (Simon Phipps), Дейвом Прайдмором (Dave Pridmore), Джеремі Смітом (Jeremy Smith) і Грегом Голмсом (Greg Holmes). Більшість працівників прийшли в компанію з Gremlin Graphics.
В 1996 році CentreGold була куплена компанією Eidos Interactive як частина холдингу CentreGold. Пізніше Eidos продала більшу частину CentreGold, але зберігши U.S. Gold, якій належала Core Design.
15 липня 2003 Джеремі Сміт (Jeremy Smith) звільнився з Core Design.

## Ігри
Компанія розробила близько 50 ігор, виданих на різноманітних платформах. 
- Asterix and the Great Rescue
- Asterix and the Power of the Gods
- Banshee
- Battlecorps
- BC Racers
- Bubba 'n' Stix
- CarVup
- Chuck Rock
- Corporation
- Curse of Enchantia
- Cyberpunks
- Darkmere
- Doodlebug
- Fighting Force
- Fighting Force 2
- Thunderhawk
- Firestorm: Thunderhawk 2
- Thunderhawk: Operation Phoenix
- Frenetic
- Free Running
- Heimdall
- Hook
- Herdy Gerdy
- Jaguar XJ-220
- Machine Head
- Monty Python's Flying Circus
- Ninja: Shadow of Darkness
- Project Eden
- Rick Dangerous
- Saint and Greavsie
- Smart Bomb
- Soulstar
- Shellshock
- Skeleton Krew
- Skidz
- Switchblade
- The Big Red Adventure
- Thunderhawk AH-73M
- Tomb Raider
- Tomb Raider II
- Tomb Raider III
- Tomb Raider: The Last Revelation
- Tomb Raider: Chronicles
- Tomb Raider: The Angel of Darkness
- Universe
- War Zone
- Wolfchild
- Wonder Dog